# Dirk van Foreest (1448-1482)
Dirk van Foreest (genoemd 1448 – overleden vóór 1501) was meesterknaap van de houtvesterij van de Haarlemmerhout.
Dirk van Foreest werd geboren als jongste zoon van Adriaan van Foreest en Aechte uten Haghe. Uit de erfenis van zijn vader ontving hij in 1465 de landerijen opt Hofflant in de ban van Heemskerk; landgoederen die eerder tot het kasteel Ter Wijc behoorden. Daarnaast bezat hij land bij Haarlem en Spaarnwoude. Hij trouwde met Haesgen, dochter van Pieter Jordenszoon en Margriet Dullaert. Zij kregen vier kinderen: een dochter Clemeyns die vrij jong overleed en drie zoons. De oudste zoon Adriaan werd monnik in de abdij van Egmond. De tweede zoon Jorden werd schepen te Alkmaar. De jongste zoon Jacob, die jong zou sterven, kreeg een zoon Dirk die lijfarts werd van de aartsbisschop van Wilna.
In 1456 wordt Dirk van Foreest vermeld als meesterknaap van de houtvester van de Haarlemmerhout, Frank van Borssele, die resideerde op het houtvesterslot Teylingen in de buurt van Sassenheim. Dirk van Foreest was in die functie belast met het dagelijks beheer van de woeste gronden en het jachtrecht. Dat was een belangrijke taak, want de Houtvesterij was in die tijd van groot strategisch belang omdat de kuststrook tussen Den Haag en Haarlem onder het beheer viel. Dirk van Foreest zal dicht bij of op het houtvesterslot hebben gewoond. Op latere leeftijd heeft hij zich naar aller waarschijnlijkheid in Alkmaar gevestigd, want volgens zijn testament bezat hij aldaar twee huizen in de buurt van het Minderbroederklooster. Hij werd waarschijnlijk in hetzelfde klooster begraven.